# ゴルフ
ゴルフ（英語: golf、スコットランド語: gowf）は、コース（course）において、静止したボール（ball）をクラブ（club）と呼ばれる道具で打ち、ホール（hole、カップとも）と呼ばれる穴にいかに少ない打数で入れられるかを競う球技の一種。一人で行う競技であり、対戦はコンペティティブ・ペーシェンスとして行われスコアで比較される。
スポーツとして広く親しまれているが、一般人によるプレイはレジャーとして位置付けられる場合が多く、老若男女問わず親しまれるスポーツとなっている。漢字では打球（だきゅう）、孔球（こうきゅう）、芝球などと表記される。
英語での発音は「ガァルフ」英語発音: [ɡɑlf]または「ゴォルフ」英語発音: [ɡɔlf]。

## 概説
プレーヤーを見張る審判がおらず、全ては個人の良識に委ねられるので、紳士（または淑女）のスポーツとして知られる。プロゴルファーでさえ、プレッシャーでミスショットをするなど、一般に精神力が重要とされ、精神力7割技術力3割とも言われている。

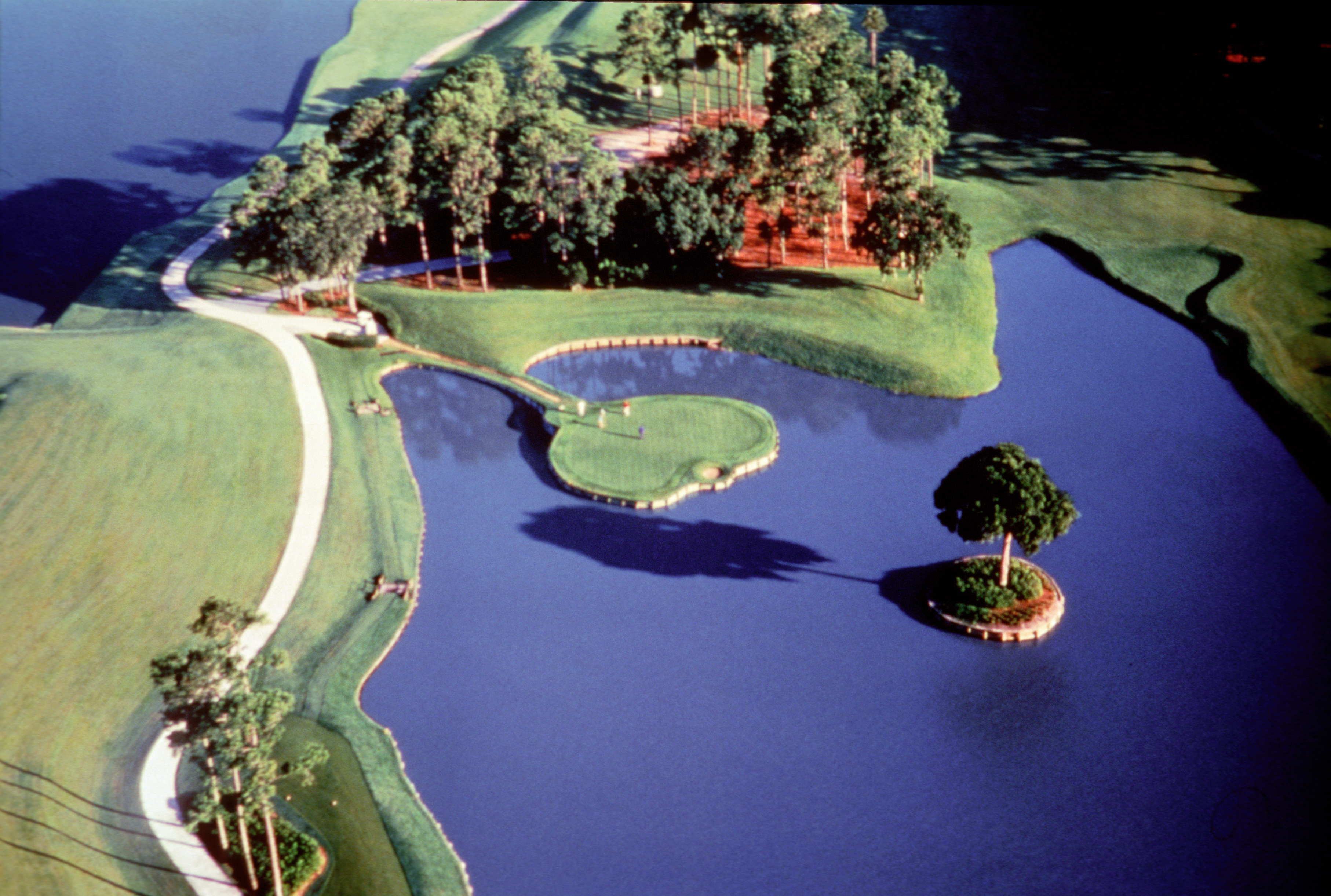
TPC at Sawgrassの17番ホール

力加減と打球の向かう方向の予測が必須であり、プレイヤーには正確さが要求される。これはパットのみならず、ティーショットなど全てのショットについて言える事である。
基本的に個人で行う球技だが、団体戦もある。個人戦の場合においても、競技者（ゴルファー）とコースを同伴するキャディがいる。キャディはクラブの運搬の他に、競技者へアドバイスも行う。
アマチュアにおいてもプロゴルファーを目指すのでもない限り、中高年から始めることも可能で、比較的高齢となってもプレーを楽しめる。自分の年齢よりも低い打数で1ラウンドを終了（エージシュート）した者は、「エイジ・シューター」と呼ばれ、ゴルファーの尊敬を集める。
用具代やプレイ代などの費用がかかるスポーツであるため、経済的余裕がある者が楽しむ競技である。しかし最近は、特に平日など、格安でプレイが出来る。
- 日本では全般的にプレイ代、会員権などの費用が高額だが、欧米には高級名門ゴルフ場以外にも、パブリック式の比較的低廉な費用でプレイを楽しめるゴルフ場も多い。このため、日本では純粋にスポーツとして楽しむというよりも、主に業務での取引先企業などの接待が絡んだゴルフのプレイも数多く行われる。またいわゆる名門クラブの会員資格は、プレイではなく投機の対象となる事が多い。
- 日本においてはプレイヤーはプレイごとにゴルフ場利用税が課される。ただし国体の試合や18歳未満は免除される。
- 日本においては接待としてゴルフが行われることがあるという事情から、特にいわゆる高級車と言われるようなDセグメント〜Eセグメント以上のセダンにおいて「トランクルームにゴルフバッグがいくつ積めるか」は一つの性能指標となることがある。

## 歴史
ゴルフの起源についてはスコットランドを筆頭に、オランダ、中国など世界各地に発祥説があり、定説がない。
- 北欧起源の「コルフ」という、「打った球を柱に当てるスポーツ」が、スコットランドに伝わったとする説。
- オランダの「フットコルフェン」から来ている説。近年、オランダからスコットランドへのゴルフボール輸出書類が発見され、起源として有力視されるようになった。
- 中国の元の時代の書物『丸経』（ワンチン）に記載されている「捶丸」（チュイワン）という競技を起源とする説。
- スコットランドが起源だとする説では、スコットランドの羊飼いたちが、暇つぶしに、羊を追う棒で、石ころを打って、野うさぎやモグラの巣穴に入れて遊んでいた、それがゴルフの始まりだ、とされる。

※一番有力とされる説は、スコットランドの羊飼いが始まりだという説。
起源に限ればいろいろな説があるものの、現在のゴルフというスポーツが発展し完成して近代スポーツとなったのがスコットランドであることは間違いない。15世紀頃に、スコットランドで現代行われているゴルフ相当の競技形式が整備され、流行した。1457年には時のスコットランド王国国王ジェームズ2世によってスポーツ禁止令が出されたが、この対象にゴルフも含まれていたことがスコットランド史におけるゴルフの初出であるとされる。ゴルフはスコットランドの東海岸から広まっていき、宗教改革時のスコットランド長老教会の否定的な態度にもかかわらず民衆の娯楽として広まっていった。1750年ごろ（1754年）エジンバラとセント・アンドルーズにゴルフクラブができ、1834年にはウィリアム4世がセント・アンドルーズのクラブをロイヤル・アンド・エンシェント・ゴルフ・クラブ・オブ・セント・アンドリュースと命名して、同クラブが成文化された公式ルールを定めた。またイギリス帝国の拡大に伴って世界各地に移住したスコットランド人によってゴルフも各地で行われるようになった。1860年には世界初のゴルフの選手権大会である全英オープンもはじまった。しかし、ここまではゴルフはスコットランド人独自のスポーツに過ぎなかった。
なおスコットランド人の間で流行していた当時は、パーという概念は存在していなかった。なぜなら2名のゴルファーが1ホールごとにホール内での打数により勝ち負け（同じ打数の場合、そのホールは引き分け）を決め、18ホールまでにどちらが多くのホールで勝ったかを競うマッチプレー方式で行なわれていたため、それぞれのホールに規定打数を決める必要が無かったからである。
マッチプレーは2名で競技する場合はホールごとに勝ち負けが決まるため単純明快だったが、より多くのゴルファーによる試合では優勝者を決めるまでに18ホールの試合を何回も繰り返す必要があり、やがて多人数で競う場合には順位付けがし易い、予め定められたホールをまわった時点の打数（ストローク）の合計を競うストロークプレー方式が広まるようになった。ストロークプレーが主流になると、それまでコースごとにまちまちだった18ホールの合計距離などに対し、画一した規格を決める必要が出てきたため、全てのホールに対し既定打数を決めて、コースごとの合計既定打数による比較がし易いように定めたのが、パーの起源である。
ゴルフが爆発的に広まるのは、1880年代にイングランドでゴルフブームが起きてからである。イングランド各地にゴルフ場が建設され、さらに1890年代にはアメリカでも流行が始まり、またイギリス人によって世界各地にゴルフ場が建設され、ゴルフは世界的なスポーツとなっていった。
日本における最初のゴルフ場は、1901年に神戸市の六甲山に作られた神戸ゴルフ倶楽部である。これは外国人向けのもので、日本人による日本人のためのゴルフ場は、1913年に井上準之助らによって東京・駒沢に作られた東京ゴルフ倶楽部が最初である。ゴルフ雑誌や解説書を日本で初めて出したのは、イギリス遊学中にゴルフに親しんだ播磨の大地主伊藤家出身の伊藤長蔵（貴族院議員・伊藤長次郎の弟）である。伊藤は1921年に日本人による最初のゴルフ雑誌「阪神ゴルフ」を神戸で創刊(のち「ゴルムドム」と改題)、1926年には『ゴルフ用語辞典』も出版し、ゴルフの普及に一役買った。
現在では世界に広まり、各国にプレイヤーが存在する。ゴルフ場も各国に建設され、2008年には35,112のゴルフ場が存在するまでになっている
が、中でもアメリカ合衆国が約半数を占め、圧倒的に多い。中国でゴルフは「緑色阿片（緑のアヘン）」と呼ばれ、資本主義の退廃的な娯楽と見なされていたが、北京大学でカリキュラムへの採用が検討されるほどの人気スポーツとなり、ゴルフ場の数もアジアでは日本に次いで多い。
世界的にゴルフの人気が落ちていると指摘されており、ルールを簡潔にしたり競技にかかる時間を短くするなどの変更を加えてプレイ人口の減少に歯止めをかける取り組みが行われている。
| 国             | ゴルフ場の数（2008年） | %   |
| -------------- | ---------------------- | --- |
| アメリカ合衆国 | 17,672                 | 50% |
| イギリス       | 2,752                  | 8%  |
| 日本           | 2,442                  | 7%  |
| カナダ         | 2,300                  | 7%  |
| オーストラリア | 1,500                  | 4%  |
| ドイツ         | 684                    | 2%  |
| フランス       | 559                    | 2%  |
| 中国           | 500                    | 1%  |
| スウェーデン   | 480                    | 1%  |
| 南アフリカ     | 450                    | 1%  |
| その他         | 5,773                  | 17% |
| 世界総計       | 35,112                 |     |

## ルール

### 1ホール

ホールレイアウト例：
(1)ティーイングエリア (2)川 (3)ラフ (4)OB (Out of Bounds) (5)バンカー (6)池 (7)フェアウェイ (8)グリーン (9)ピン (10)カップ

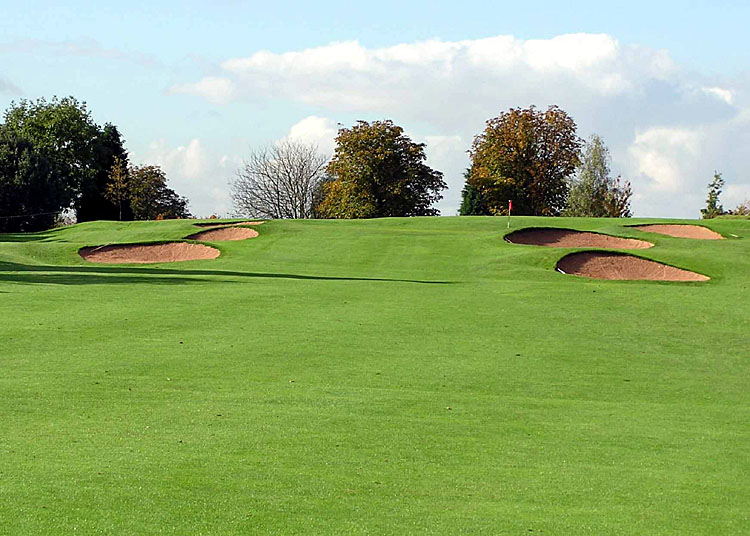
グリーン周りのバンカーの例
英国ブリストルのフィルトンゴルフクラブ

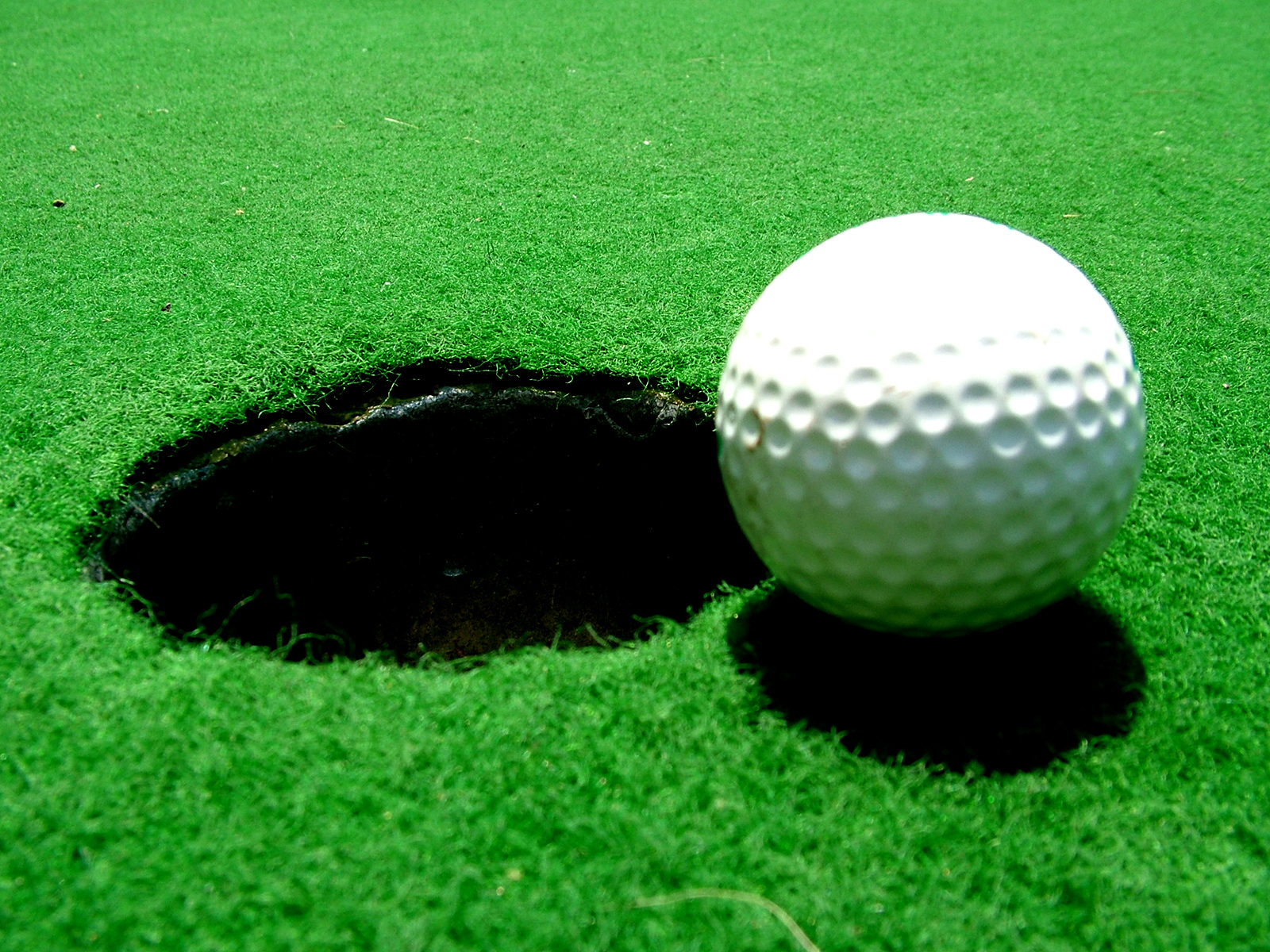
ホールに入る直前のゴルフボール

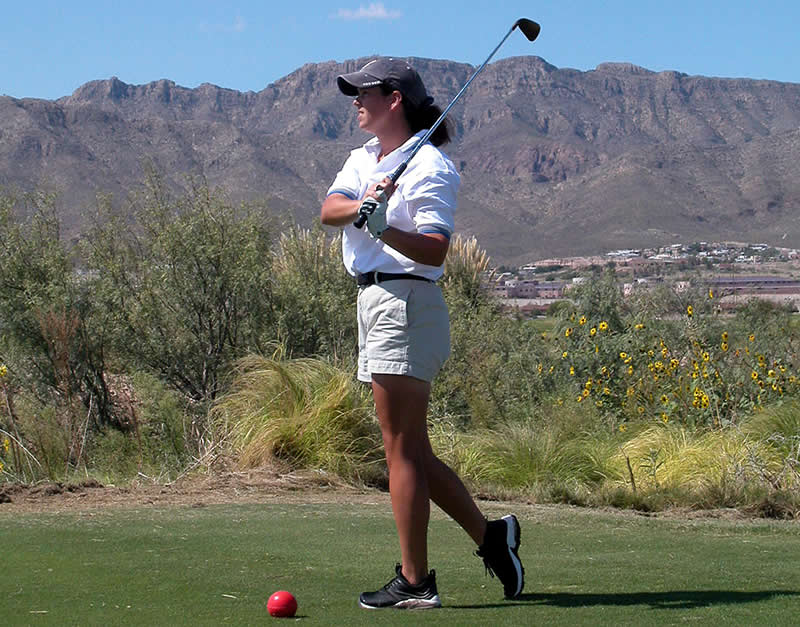
ティーショット後、打球を見る競技者。

通常4人1組でコースを回る。最初のホールでの第一打の順序を決める方法はルールに無いため、くじ引きで順序を決定する事が多い。競技の場合は競技主催者の指定打順による。第一打後は、ホールから遠い競技者から順に打つ。
まず、ティーイングエリア（第一打の打ち出し地点）からティーショットを行う。ティーショットの打順は最初はくじ引き等により決定されるが、その後は、前ホールの成績順に行う。ティーショットでは通常フェアウェイにボールが止まることを目標にする。ティーショットが届きそうなところには、フェアウェイバンカーや池といったハザード（障害）が設置されていたり、コースが左右に曲がっていたり（各々左ドッグレッグ、右ドッグレッグと言う）するので、安全にハザードの手前を狙うか、危険を冒して距離を稼ぎグリーンに近づくことを狙うのかを選択する。このように選択を行うことがゴルフの醍醐味の一つであり、精神力が重要といわれる所以である。
次に、ホール（カップ）があるグリーンに届きそうであれば狙う。しかし、敢えてグリーンを直接狙わず、近くまでショットし、次のショットでグリーンに乗せる場合がある。これを刻む（レイアップ）という。この理由は、グリーンの周りにはバンカーなどのハザードが設置されているため、ティーインググラウンド方向だけが安全で他の方向は危険な作りになっているからである。グリーンの周りからグリーンを狙う打撃をアプローチショットと呼ぶ。グリーンが狙えない場合は、引き続きフェアウェイにボールが止まることを目標にショットを行う。この場合においても、例えば残り300ヤードの場合に250ヤード飛ぶ選手であっても敢えて200ヤードしか飛ばさず100ヤードを残すという場合がよくある。これは、ハーフスイングで飛ばす距離（この場合50ヤードとなる）を残すと打撃に加減が必要となり難しくなるので、それより、フルスイングできる距離（この場合100ヤード）を残したほうが打撃に加減が必要ないため打ちやすく好結果が期待できるという判断である。
グリーンではパターと呼ばれるクラブで、ボールを転がすパットと呼ばれる打撃を行う。平坦で傾斜のないグリーンは少なく、大抵は傾斜や複雑な芝目がある場合が多い。これらグリーンの状況を読みきって、パットを行うことはゴルフの醍醐味の一つである。打撃の動作としては非常に簡単だが、プレッシャーのためにプロでもよくミスを犯す。極端な場合、パット自体ができなくなる「イップス」と呼ばれる精神病の1種とも言える状態になる人もいる。
各ホールには、あらかじめ規定の打数が定められており、この打数と等しい打数でホールに入れることをパー（Par）という。以下、1打少ないことをバーディー（Birdie）、2打少ないことをイーグル（Eagle）、3打少ないことをアルバトロス（Albatross）又はダブルイーグル（Double eagle）、4打少ないことをコンドル（Condor）又はダブルアルバトロス（Double albatoross）やトリプルイーグル（Triple eagle）と呼ぶ。ちなみに現実的ではないが、パーより5打少ないことも名がありオーストリッチ（Ostrich）と呼ぶ。また、一つのホールに1打で入れることを、ホールインワン（Hole in one）又はエース（Ace）と呼ぶ。逆に1打多い場合は、ボギー（Bogey）。以下、打数が増えるごとに、ダブルボギー（Double bogey）、トリプルボギー（Triple bogey）と呼ぶ。
バーディーは小鳥、イーグルは鷲（ワシ）、アルバトロスはアホウドリと、鳥の大きさの違いから名付けられた。（なお、オーストリッチはダチョウである。）
日本ゴルフ協会によると、鳥に因んだ名称が付けられた理由は不明だが、ボールが鳥のように舞い降りたイメージに由来する、という説もあるという。
各ホール終了後、次のホールでの第一打は直前のホールで打数の少なかったプレイヤーから行う。同打数の場合はさらに一つ前のホールでの打順の早いほうになる。最初にティーショットを打つ者を、オナー（Honor）とも呼ぶ。

### 1ラウンド
通常は1日で18ホールをプレーし、これを1ラウンドと呼ぶ。正式名称では1番から9番ホールを「フロント・ナイン」(Front nine)、10番から18番ホールを「バック・ナイン」(Back nine)というが、一般的にはフロント・ナインを「アウト」(Out)、バック・ナインを「イン」(In)と呼ぶことが多い。
18ホールのゴルフコースのパーは、72に設定されるのが一般的である。（パー5）が4つ、（パー4）が10、（パー3）が4つというのが標準的である。なお、総距離の短いコースの場合などには、パー71や70とされることもある。パー72に対して72打数の場合、イーブンパー(Even Par)という。パーより少なく71打数ならば1アンダー（1 under）、70打数ならば2アンダー、以下同様になる。逆に73打数ならば1オーバー（1 over）となり以上も同様になる。
アマチュアの場合男女が共にプレーできるよう、第一打の打ち出し地点（ティーインググラウンド）に距離的ハンディをつける場合が多い。また、1日で1.5ラウンド（27ホール）や2ラウンド（36ホール）のプレーをすることも珍しいことではない。

### プロゴルフトーナメント
プロのトーナメント（大会）は、男子の場合4ラウンド（1日1ラウンド×4日間で、通常は木曜日〜日曜日開催）、女子の場合3ラウンド（1日1ラウンド×3日間で、通常は金曜日〜日曜日）のトータルスコアで争われる場合が多い。男子の4ラウンドの場合、最初の2ラウンド2日間を予選ラウンドと呼ぶ。予選ラウンドの上位何十名かだけが、残りの2ラウンドである決勝ラウンドに進める。決勝ラウンドに進めた者だけが、賞金をもらえる。
しかしながら、予選ラウンドから参加できるのは何らかのシード権（参加資格）を持った者だけであり、それ以外の者は直前に行われる予備予選（主催者推薦選手選考会）から参加して、勝ち抜かなければ予選ラウンドすら参加できない。決勝ラウンドに進まなければ賞金は出ないので、賞金だけで生活の出来るのはごく一部のプロゴルファーだけである。ゴルフ講師などの副業で生活しているプロゴルファーも多い。
シード権は、「前年の獲得賞金ランキング上位者」、「前年の各トーナメント優勝者」、「クオリファイングトーナメント（QT）上位者」などに与えられる。

## ルールとマナー
ゴルフの基本的なルールは簡単である。ゴルフのルールは簡単に言えば「あるがままに打つ」が基本原則である。プロトーナメントにおいては競技委員がいるが、本来は自分の他には審判がいないスポーツである。ルール上はボールの交換のように他の競技者の確認が必要な場合もあるが、あくまでも競技者自身が審判でありルールはもちろんのことマナーをも守る“自律”が非常に重視されるので「紳士のスポーツ」と呼ばれている。
ルールは主に救済とペナルティに関する条項が定められている。救済として定められているのは、「ボールが何らかの理由で紛失したような場合に競技を続行できるようにする」ために定められたものである。主なものは、OB（ショットしたボールが、プレー領域の外に出ること。「Out of Bounds」の略）の場合は1打付加して打ち直し競技を続行しなければならない、ペナルティエリア（ウォーターハザードともいう）の場合は1打付加してホールに近寄らないようにドロップして打ち競技を続行できる、動かせない障害物の場合はニアレストポイントでドロップして打てる、などがある。ペナルティとして定められているのは「あるがままの状態を維持せずに競技者に有利になるように状況を変えてしまった場合に科せられる罰」であり、例えばOBの境界を示す杭を抜いて打った場合、プレーの線を改善した違反で2罰打を科せられる、などがある。なお、自分自身を含むプレーヤーや道具に打球が当たった場合はインプレーであり、無罰であるがままにプレーを継続することになる（故意に動かしたり止めた場合はそのプレーヤーに2罰打）。
基本的には、自然のもの（木、草、岩）などはショットの障害となっても動かしたり壊したりしてはならず「あるがまま」に打たなければならない。対して、人工のものは障害物を避けるために救済が受けられる。「動かせない障害物」と「動かせる障害物」に分かれる。「動かせない障害物」はルールに従って救済が受けられ、規定に則ってボールを動かすことができる。「動かせる障害物」は障害物を動かしたり取り除いてもよい。枯葉等の些細な障害物は「ルースインペディメント」と呼び、取り除くことでボールが動かない限り、いつでも取り除いてよい。
マナーとしては、ショットの際に作った地面の削れた跡（ディポット跡）を自分で直す、グリーン上ではグリーンを傷つけずに歩く、高い位置から落下したボールがグリーンに乗ったときに出来るグリーンの凹み（ボールマーク）を直す、バンカーではショット後に砂を均す、他の競技者のショットの際は静かにする、等がある。アマチュアで特に重要なのは、前の組に遅れずにプレーする、ショットの際に時間をかけすぎない、ボール探しに時間をかけすぎない（3分以内に見つからなければロストボール＝OB扱いになる）、などが挙げられる。

### ゴルフ練習等でのルール違反等
河川敷などのゴルフ禁止場所での練習行為、ゴルフ練習場での危険行為等、身勝手な行為の問題が繰り返し指摘されている。

## ゴルフ用語

### コース
ゴルフを競技するために決められた区域。

### ゴルフ場
主にゴルフコース等が設置された施設（副次的施設であるゴルフ練習場を含む）。

### スタート
アウトスタート
1番ホールからスタート
インスタート
10番ホールからスタート

### ホールイン
パー4のコースを例にとると、1打で入れた場合ホールインワン、2打で入れた場合イーグル、3打目の場合バーディー、4打目の場合パー、5打目の場合ボギー、6打目の場合ダブルボギー、7打目の場合トリプルボギー、8打目の場合ダブルパー、もしくは、カドラプルボギーと呼ばれる。
他、パー5のコースに限り2打で入れた場合（基準より3打少ない）アルバトロスと呼ばれる（パー4の基準を当てはめると1打で入れる＝ホールインワンとなる）。パー5のコースで1打で入れた場合（基準より4打少ない）コンドルと呼ばれる。コンドルより1打少なく入れるとオーストリッチと呼ばれるが、通常のコースはパー5以下であるため達成できない。下の表の用語の前の記号はゴルフ番組でよく使用される記号だが、定められた規定があるものではない。
| 打数               | パー3                     | パー4                        | パー5                        |
| ------------------ | ------------------------- | ---------------------------- | ---------------------------- |
| 1打 ホールインワン | ◎イーグル                 | ☆アルバトロス ダブルイーグル | コンドル トリプルイーグル    |
| 2打                | ○バーディー               | ◎イーグル                    | ☆アルバトロス ダブルイーグル |
| 3打                | パー                      | ○バーディー                  | ◎イーグル                    |
| 4打                | △ボギー                   | パー                         | ○バーディー                  |
| 5打                | □ダブルボギー（ダボ）     | △ボギー                      | パー                         |
| 6打                | トリプルボギー ダブルパー | □ダブルボギー（ダボ）        | △ボギー                      |
| 7打                | カドラプルボギー          | トリプルボギー               | □ダブルボギー（ダボ）        |
| 8打                | +5                        | ダブルパー カドラプルボギー  | トリプルボギー               |

ゴルフ番組で下記の表が表示されていれば、現在16番ホールを終了し、3バーディー2ボギーで1アンダーという意味である。
| - | - | - | △ | - | - | - | ○ | - | - | - | - | △ | - | - | - | ○ | ○ | ・ | ・ |

### ショット
ショット
ボールを打つこと= 打撃。
ティーショット
ティーインググラウンドからのショット。
アプローチショット
グリーンの周りからのショット。
バンカーショット
バンカーから脱出するショット。
パット
特にグリーン上でパターを用いてボールを打つこと。
フェード
ボールの軌道を右に変化するようにショットすること。
キャリー
ショットされたボールの空中における飛距離。
ラン
ショットされたボールが、一度地面に接してから制止するまでの距離（弾んで空中に存在する分も含まれる）。

### その他

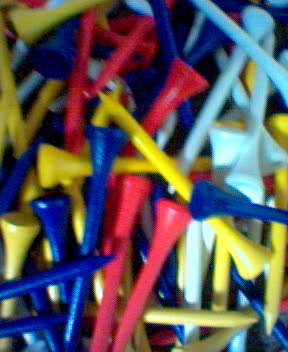
ティー

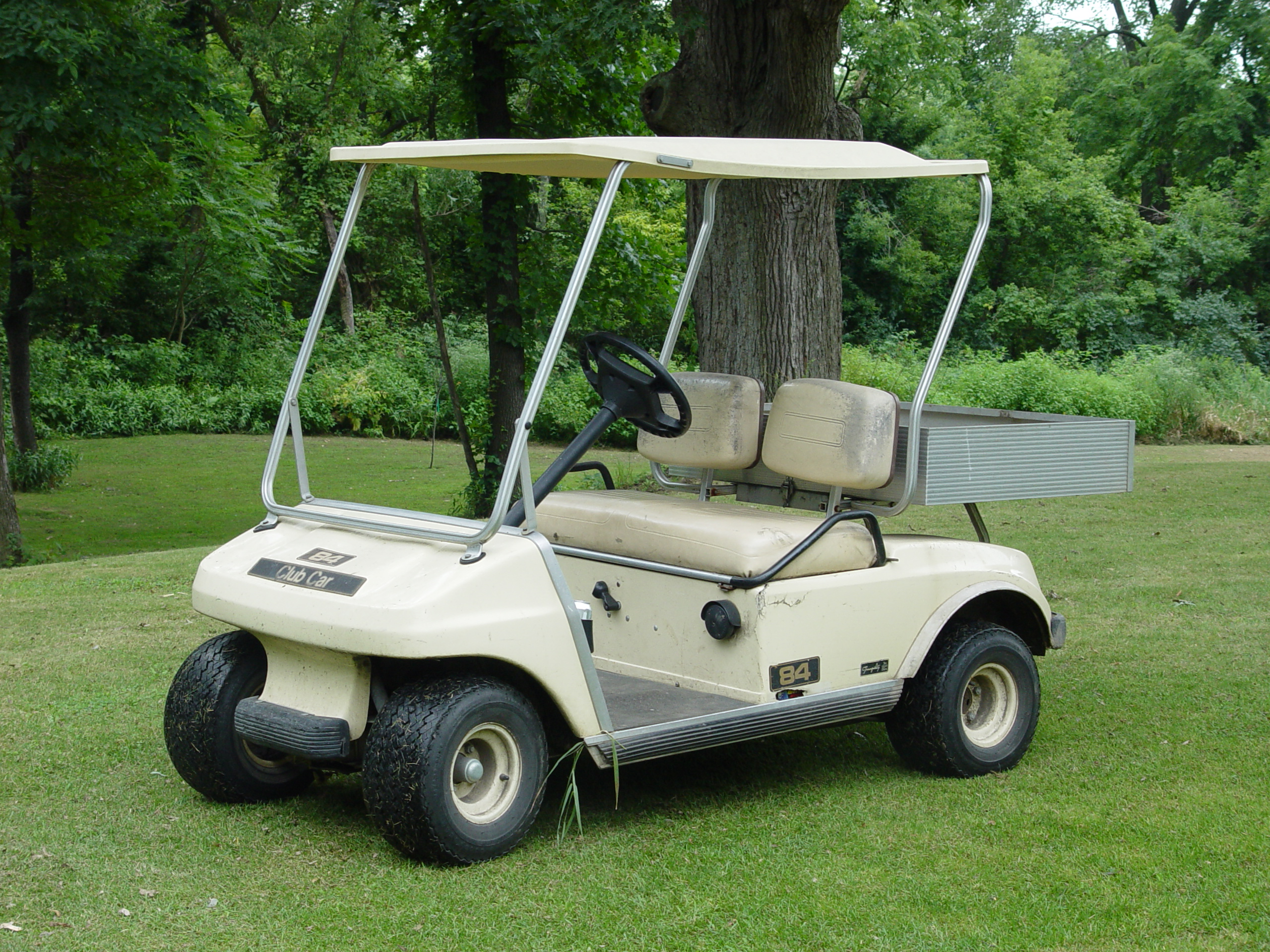
カート

アゲンスト
「向かい風」のこと。和製英語。無風状態よりキャリーが減ることがある。
フォロー
「追い風」のこと。和製英語。無風状態よりキャリーがより増えることがある。
局外者
競技者の意思とは関係なくボールを勝手に動かすカラスや、穴を掘ったりしてコースの形状を変えてしまう動物や物。風と水は局外者ではない。
ドッグレッグ
犬の足のように曲がったコースのこと。
ニアピン
通常、パー3のショートホールの第1打で、カップに最も近い距離を争う。直接カップインすると「ホールインワン」である。（パー4のミドルホールの第2打を対象とした「セカンド・ニアピン」というやり方もある）
ドライビングコンテスト（ドラコン）
通常はパー5（ロングホール）以上の距離の第1打の飛距離を争うもの。近年は「ドライビングディスタンス」と称して、開催期間中の指定されたロングホールにおいての平均飛距離を争うコンクールも行われている。

### ゴルフにおける和製英語
ゴルフでは野球などと並んで英語圏の外国人に通じない和製英語が多く使用されている。
シングル
ハンディキャップが一桁のプレーヤー。
カップ
hole
カップイン
sink in
アゲンスト
英語の against （〜に逆らって）という意味の前置詞から生まれた和製英語。英語では headwind などと言う。
フォロー
英語の follow （〜に従う）という意味の動詞から生まれた和製英語。英語では tailwind などと言う。
フック / スライス
打球が左/右へ曲がること。英語では bend to left/right など表現する。

## 技術

ゴルフのフルスイング

クラブにより打撃されたボールには、様々なスピンが加わる。右打ちの者を基準にすると、右回転のスピンがボールに加われば、ボールは右方向に曲線的にそれていく。このボールをスライスと呼ぶ。逆に左にそれていくのは、フックと呼ばれる。クラブのスイングは、高速で行われるため、常に直線的なボールを打つのは困難である。したがって、プロや上級者は、意識的にどちらかの曲がりが一定幅に収まるようにコントロールしている。このコントロールされたスライスをフェードと呼び、コントロールされたフックをドローと呼ぶ。球の進行方向に対して逆方向への回転になることから、スライスは球が止まりやすく、正方向への回転となるフックは球の転がりが持続する傾向が強い。

### ドロー神話
ドロー神話は、ドライバーショットの際、フェードよりもドローのほうが絶対的に優位を信じていること。優位な点としてはより距離が稼げる点などがあげられる。

### 100切り
ゴルフの１ラウンド（18ホール）プレーして100打を下回るスコアを「100切り」と呼ぶ。100を下回るスコアでプレーできる人はゴルフ人口の10%といわれており、ゴルフを嗜む上で一つのマイルストーンとなっている。

## 用具

### ゴルフボール
球の直径は1.680インチ以上、重さは45.93g以下と定められている。軽さには制限がなく水に浮くボールも市販されており、回収しやすいため練習などに用いられる。
表面にある無数のくぼみはディンプルと呼ばれ、気流の圧力抵抗を下げ軌道を安定させる効果がある。テーラーホブソンのエンジニア、ウィリアム・テーラーが1905年に発明した。
表面の材質により、ディスタンス系とスピン系に大きく分けられる。ディスタンス系はスピンがかかりにくいのでボールが曲がりにくく、また、ドライバーショットなどで距離を稼ぐことができる。反面、スピン系は飛距離はある程度犠牲になるが弾道を意図的にコントロールしやすく、またバックスピンを利用してグリーン上にボールを止めるショットを打ちやすい。一般的にはボールを曲げてしまいがちな初級〜中級者にはディスタンス系、スピンによって弾道を意図的にコントロールできる上級者にはスピン系が好まれる。

### その他
ゴルフバッグ
クラブなどのゴルフ用具を持ち運ぶために使用する。
グローブ
いわゆる手袋、グラブともいわれる。利き手でない方の手のみに着用することが多い。
ゴルフシューズ（スパイクシューズ）
ゴルフは基本的に芝の上で行うが、長さのある芝は滑りやすいため、足底に（金属または樹脂製の）スパイクや滑り止めのついたゴルフシューズの着用は必須である。近年、金属スパイクを禁止しているコースがほとんどである。グリーン上ではスパイクで芝を傷つけずに歩くことがマナーとして求められる。また最近では足底に樹脂スパイクのついたサンダルなどもある。
ティー

ティーショットの際にボールを持ち上げて打ちやすくするための台となる木製や樹脂製の5〜10cm程度の長さで杭状の道具。使用しなくても良いし、ルールに規定はないためマナー上などの問題がなければ、何を使用しても良い。
マーク（マーカー）
主にグリーン上でボールを取り上げる際に、代わりに目印として置いておくもの。磁石の付いたコイン様の小さな円盤か、地面に差し込む突起のついた大きめの画鋲のような形状をしている。金属かプラスチック製で1cmほどの大きさ。帽子やサンバイザーの鍔にネクタイピンのような鉄のホルダーを付け、これに吸着させ携行する事が多い。
カート

ゴルフバッグや競技者を運ぶための小型のコース用の車を広く指す。プロの場合、ゴルフバッグは通常キャディが持つが、アマチュアでは4人1組の競技者に対してキャディは1人の場合がほとんどであり、いないことも多いため、ゴルフバッグを運ぶために利用されている。アメリカやイギリスでは競技者が自分のゴルフバッグだけを載せて自分で運転するカートもよく見られる。日本では4人分のゴルフバッグが全て積み込める電動カートがよく見られる。2人または4人の競技者が乗り込める乗用カートもある。
日本の製造メーカーとして、
- ヤマハ発動機
- エナジーシステムサービスジャパン（旧:日立バッテリー販売サービス）
- スマイルイービークル
- 桜オートモーティブエナジー

が主に挙げられる。

## 著名なゴルファー

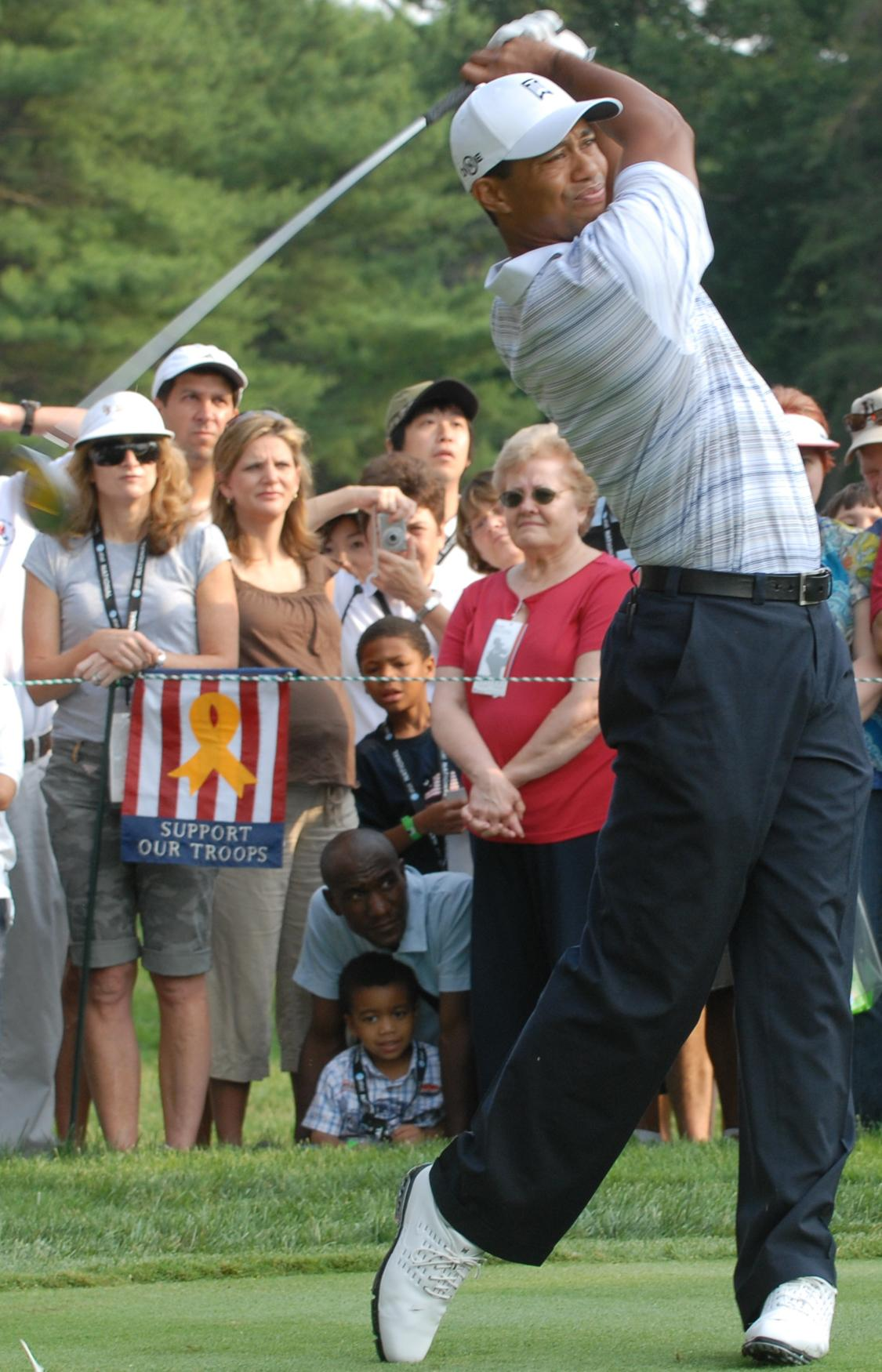
タイガー・ウッズは世界のゴルフをリードする者の一人

## プロの大会

### メジャー選手権
世界4大トーナメントを『メジャー選手権』と呼ぶ。メジャー選手権を1シーズンですべて優勝することをグランドスラムという。これを生涯のうちで達成することをキャリア・グランドスラムという。
| - 男子 - 全英オープン - 全米オープン - 全米プロゴルフ選手権 - マスターズ・トーナメント | - 女子 - シェブロン選手権 - 全米女子プロゴルフ選手権 - 全米女子オープン - 全英女子オープン - エビアン選手権 |

- 男子シニア（50歳以上）
  - 全米シニアプロゴルフ選手権
  - シニア・プレーヤーズ選手権
  - 全英シニアオープン
  - 全米シニアオープン
  - ザ・トラディション

女子（LPGA）ツアーにおいては、2000年まで4大大会のひとつだったデュモーリエ・クラシックを合わせた5大会で優勝することをスーパー・グランドスラムという。ただし「デュモーリエ・クラシックの優勝経験者」が全英女子オープンで優勝した場合にしか成立しない（2002年にカリー・ウェブが達成）。女子のメジャー大会は長い歴史を通じて何度も変更されてきたため、その複雑な事情を反映した用語のひとつと言える。

### 世界の主要ゴルフツアー
メジャーを含む多くの大会を一つにまとめツアーと呼び、賞金王を決める。賞金ランキングは来シーズンのシード権と関係する場合が多い。
| - 男子 - 全米プロゴルフ協会（PGAツアー） - コーンフェリーツアー - PGAツアー・カナダ - PGAツアー・ラティーノアメリカ - PGAツアー・チャイナ - チャンピオンズツアー（Champions Tour） - ヨーロピアンツアー（European Tour） - 日本ゴルフツアー機構（JGTO） - オーストラレーシアPGAツアー（PGAオーストラリア） - アジアンツアー（Asian Tour） - サンシャインツアー（南アフリカプロゴルフツアー） - ヨーロピアンシニアツアー（European Senior Tour） - チャンピオンズツアー（Champions Tour） - ライダーカップ（アメリカ・欧州代表対抗戦） - プレジデンツカップ（アメリカ・国際代表対抗戦） - LIVゴルフ（世界ランク対象外） | - 女子 - 全米女子プロゴルフ協会（LPGAツアー） - 欧州女子ゴルフツアー（Ladies European Tour<LET>） - 日本女子プロゴルフ協会（JLPGA） - 韓国女子プロゴルフ協会（KLPGA） - 中国女子プロゴルフ協会（CLPGA） - WPGAツアー・オブ・オーストラレーシア - レジェンズツアー（Legend Tour） - ソルハイムカップ（アメリカ・欧州代表対抗戦） - インターナショナル・クラウン（世界ランキングに基づいて選出された国別対抗戦） |

### 日本のメジャー大会
| - 男子 - 日本プロゴルフ選手権大会 - 日本ゴルフツアー選手権 - 日本オープンゴルフ選手権競技 - ゴルフ日本シリーズ | - 女子 - ワールドレディスチャンピオンシップ - 日本女子プロゴルフ選手権大会 - 日本女子オープンゴルフ選手権競技 - JLPGAツアーチャンピオンシップ |

- 男子シニア（50歳以上）
  - 日本シニアオープンゴルフ選手権競技
  - 日本プロゴルフシニア選手権大会

### オリンピック
初めての実施は1900年のパリオリンピック、次に1904年のセントルイスオリンピックで実施されたがその後は長く実施競技とならず、2016年のリオデジャネイロオリンピックで、7人制ラグビーとともにゴルフの正式競技への採用が決まった。

### 世界ランキング
これらの各大会をポイント化しランキングしている、ワールドゴルフランキングがあり選手の実力の基準とされている。出場権を得られる大会もあり、重要性があるとされている。

## アマチュアの大会

### 世界の主要な大会
- 世界アマチュアゴルフランキング

| - 男子 - ザ・アマチュア・チャンピオンシップ（全英アマチュアゴルフ選手権） - 全米アマチュアゴルフ選手権 - アジアパシフィックアマチュアゴルフ選手権 - ラテンアメリカアマチュアゴルフ選手権 - 欧州アマチュアゴルフ選手権 - アイゼンハワートロフィー - NCAAディビジョン1男子ゴルフ選手権 | - 女子 - ザ・ウーマンズ・アマチュア・チャンピオンシップ（全英女子アマチュアゴルフ選手権） - 全米女子アマチュアゴルフ選手権 - アジアパシフィック女子アマチュアゴルフ選手権 - ラテンアメリカ女子アマチュアゴルフ選手権 - 欧州女子アマチュアゴルフ選手権 - エスピリトサントトロフィー - NCAAディビジョン1女子ゴルフ選手権 |

### 日本の主要な大会
| - 男子 - 日本アマチュアゴルフ選手権競技 | - 女子 - 日本女子アマチュアゴルフ選手権競技 |

## 派生・類似競技
- ミニゴルフ
- グラウンドゴルフ
- パークゴルフ
- ガーデンゴルフ
- パターゴルフ
- バーンゴルフ
- マレットゴルフ
- スナッグゴルフ
- 障害者ゴルフ
  - ブラインドゴルフ
- ゴロッケー
- クロッケー
- ディスクゴルフ
- ウッドボール
- ゲートボール
- ケイマンゴルフ
- スクリーンゴルフ
- ターゲット・バードゴルフ
- フットゴルフ
- スピードゴルフ